# Amblypodia suffusa
Amblypodia suffusa är en fjärilsart som beskrevs av Robert Christopher Tytler 1915. Amblypodia suffusa ingår i släktet Amblypodia och familjen juvelvingar. Inga underarter finns listade i Catalogue of Life.